# 衣復恩
衣復恩（1915年3月28日—2005年4月9日），生於山东省济南市，中華民國空軍將領與企業家，中央航校第五期畢業，曾任中華民國空軍情報署長，主持第34偵察中隊、第35偵察中隊等特種任務。他也是中華航空的創辦人，亦曾擔任中華民國總統蔣中正座機駕駛。中將退役後，曾擔任亞洲化學公司董事長。

## 生平

### 航校與抗戰
衣復恩高二就偷偷拿著大哥的畢業證書報考中央航校，但遭到父母反對。1933年高中畢業依照父命考上燕京大學。但他再報考中央航校，也獲得錄取，進入杭州筧橋航校第三期就讀，期間感染傷寒耽誤了時間。在分科教育時，衣復恩選了轟炸科，於1936年第五期畢業，成為飛行軍官。
衣復恩先後歷經了兩廣事變與西安事變。蘆溝橋事變之後抗戰軍興。期間曾經奉令轟炸上海虹口的日軍海軍陸戰隊司令部與日本海軍侵華的旗艦出雲號。衣復恩駕駛的美國諾斯洛普公司製造的伽瑪－2E單引擎轟炸機，日軍的一顆子彈從衣復恩座機的右下方射入機艙，穿進他右腿的褲管再斜竄而出，衣復恩卻毫髮無傷。
1939年11月衣復恩任空軍九大隊副隊長，率9架蘇俄圖波列夫SB－2高速雙引擎三人座轟炸機，在廣西崑崙關上空遇到日軍飛機，自衛擊落敵機、獲得嘉獎。
1939年底，衣復恩奉命從美中合作的中國航空公司（CNAC）手中，取回一架原本隸屬空軍的道格拉斯DC-2運輸機。當時負責訓練他飛DC-2的是美國華僑陳文寬。不到一年，DC-2遭日軍偷襲全毀，無機可飛。日軍偷襲珍珠港後，美國參戰，衣復恩被派往美國擔任軍品接收。

### 自美飛回成都
衣復恩不安於在美國軍品接收的工作，向美軍爭取訓練的機會，先後接受了完整的儀器飛行及天文導航訓練。然後從援華軍品的清單中，找到了一批計畫交運給中國航空的C-47運輸機。他於是計畫接受操控訓練，並把飛機飛回中國去。1942年12月10號，26歲的衣復恩率領了一批外籍組員，開始了他的飛行壯舉。其間單機由美國本土東飛，經波多黎各、巴西，飛越大西洋到非洲象牙海岸、迦納、蘇丹，再飛越紅海經葉門、阿拉伯海到印度，並飛越駝峰，共99個飛行小時，於12月24號回到昆明，再轉四川成都。這個激勵人心的新聞在當時轟動一時。1943年1月29日，蔣中正在重慶官邸設宴慰勞衣復恩，並將這架C-47命名為“大西洋號”。2年內空軍的運輸部隊從2、3架破爛飛機，擴編成為有200架運輸機的雄壯隊伍。衣復恩成為空軍空運隊隊長，後來又升任空軍空運大隊大隊長，訓練出40位C-47的飛行員。

### 蔣中正座機駕駛
1943年，蔣中正委員長與宋美齡恰好要去貴陽。當時的蔣委員長並無專機，之前蔣中正的第一架座機是由中德合作的歐亞航空公司林大綱駕駛的“崑崙號”C-47運輸機，當時已經在運輸任務中失事。航委會主任周至柔先一天命令衣復恩載蔣中正夫婦由重慶至貴陽。由於任務重大，衣復恩先飛貴陽，測試航線和場地。當時飛機既無空調也不隔音，只是在C-47運輸機上綁了兩張藤椅，做為蔣氏夫婦的座位，蔣的侍從們則分坐機艙兩旁的鋁制座椅。不過，此次航行非常順利，蔣很滿意。此後，衣復恩曾多次載運著蔣中正，成為專機駕駛。10年之間，衣復恩先後駕駛改裝為客機的C-47“美齡號”、C-54“中美號”。衣復恩在1945年抗戰勝利時，將蔣中正夫婦飛到西昌度假一個禮拜，其間蔣中正放鬆心情，連鬍子都沒刮。
局勢變化很快，1949年11月29日午夜，蔣中正一語不發在重慶登上飛機。由於沒有任何交代，眾人只好等待。眼看解放軍逼近，大家面面相覷，最後還是衣復恩上飛機稟明狀況緊急，建議儘速起飛。蔣中正回答：「好吧！」飛機離地升空不久，解放軍就攻陷機場。 1949年12月10日衣復恩駕駛著“中美號”，在成都的鳳凰山機場起飛，載著一語不發的蔣中正離開了大陸。

### 駐美武官
中華民國政府退守台灣後，衣復恩在台重新組建空運大隊，1952-1955年奉派赴美擔任駐美武官3年。在美國擔任武官期間，曾與國防部長俞大維公子俞揚和建立不錯的交情。

### 空軍情報署長
1955年返國接掌空軍情報署長。情報署長任內，先後直接指揮空軍第33中隊（3831部隊），34中隊（黑蝙蝠中隊），以及35中隊（黑貓中隊）。33中隊的主要任務是前往泰國緬甸金三角，空投補給泰北孤軍。黑蝙蝠中隊從事電子偵測、黑貓中隊則是駕駛U-2偵察機從事高空偵查照相。這些任務都與美國中央情報局有關。
1958年，中華民國與美國中央情報局介入印尼內戰，支持蘇拉威西島的地方武力對抗蘇卡諾政府。當時由陳文寬等人共同創辦的復興航空出面，除了以PBY運送槍械、物資至蘇拉威西島外，還買了C-54運輸機與B-26轟炸機各一架，支援地方武力作戰，衣復恩也飛到菲律賓南部小島機場，並駕駛C-54運輸機參與空投，但印尼內戰很快隨著一架B-26被擊落，民航空運公司的美國飛行員被俘，美國參與曝光，地方武力戰敗而告終。

### 蔣經國、蔣孝章
衣復恩與蔣經國有通家之好，[蔣孝章曾認衣復恩為乾爹]。1957年蔣經國安排蔣孝章留學美國。衣復恩建議蔣孝章暫時落腳俞揚和家，並委託俞揚和就近照料。衣復恩並親陪蔣孝章同往美國，安排好她在俞家住居及求學等事宜後，才回台灣。後蔣孝章愛上俞揚和，蔣經國暴跳如雷，安排蔣孝章搬到蔣孝文寓所。但蔣孝章仍和俞揚和有聯繫。蔣經國特命衣復恩趁赴美國公幹之便，親往舊金山，勸阻蔣孝章。衣復恩去了一趟舊金山，但不能阻止乾女兒
。俞揚和蔣孝章兩人1960年在舊金山成婚。

### 創辦華航
1959年越戰開始，由當時擔任國安會副秘書長的蔣經國與美國中央情報局台北站站長克萊恩共同主導，成立一家航空公司作為掩護，從事秘密空中任務，例如空投補給泰北孤軍。華航的名稱是蔣經國在華夏航空，中國航空，中華航空三者之間選的。衣復恩受命負責，從空軍情報署挪了40萬經費，找來楊道古當總經理，再調用20多位空地勤人員，中華航空公司就開張了。第一年華航只有兩架PBY水上飛機。主要營業的對象是國防部，專做馬祖包機，原來承包此航線的復興航空已經於1958年失事後停飛此航線。1959年12月16日，華航第一位正駕駛練振綱駕著編號B-1501的PBY-5A，由台北松山機場飛往日月潭，這天就成為華航首航之日。第一年生意不佳，原本衣復恩已經指示大家歸建。1960年聖誕節民航空運公司有一班至緬甸北部的包機轉包給華航。衣復恩請這班飛機於回程時去寮王國永珍探一探陸路交通不便的寮王國的航空交通市場。執行任務的任歌樵在當地接了幾筆包機生意，三天內帶回三萬多美元。1961年1月1日，駐寮空軍武官林乃順拍電報給衣復恩報告華航取得兩條航線的合同。衣復恩立即告訴楊道古，並派烏鉞率領兩架C-47飛機，23名空地勤人員進駐永珍，任務代號是「北辰小組」。除了將飛機與機組人員租給飛霞航空公司(Cie Veha Akat)提供寮王國境內的空中交通之外，也替美國中情局運送特種部隊。1962年，寮國皇家航空公司也開始向華航租機組人員。這些生意一直持續到1975年寮王國滅亡。1962年「南星小組」相繼成立，配合美國中情局的需要，提供越南共和國跳傘訓練，敵後空投與運補等特種任務。北辰及南星的特種任務都非常危險，但是酬勞豐厚。付出了損失10架飛機以及40多條寶貴生命的昂貴代價，建立了華航的財政基礎。位於台北松山機場的華航維修工廠，1963年也成為美軍在遠東地區最大的維修基地。一直到越戰結束，美軍在越戰期間使用的C-123突擊運輸機，都是在台灣修理，其中也包括駐越美軍指揮官魏摩蘭將軍的座機。

### 高爾夫球運動
媒體稱衣復恩為高爾夫球大家長。衣復恩任空軍情報署長時，呂良煥服兵役，經周至柔關照，衣復恩將他調到空軍專機中隊，專門打高爾夫球。以後謝敏男和郭吉雄也得到相同待遇。結果培育出優秀且享譽國際的球員。

### 入獄
1964年，蔣經國出任國防部副部長，衣復恩擔任國防部計劃次長室執行官。1966年7月，衣復恩接到國防部軍法局的傳票，指控他興建U-2棚廠涉嫌圖利，要他去“談話”。同年9月9日，他再次被請去“談話”。隨後，在軍法局新店看守所裏被扣留1,066天，期間沒有被起訴，獲得良好待遇，但失去自由。1969年，衣復恩被告，因「心律不整」，獲准就醫返家。1970年，軍法正式判決，衣復恩判刑三年，因與羈押期相抵消，不用再度入獄。衣復恩認為真正原因可能是因曾向美國官員表示「反攻大陸不可能成功」。官場上普遍認為，可能衣復恩態度太過跋扈，因而觸怒層峰。

### 亞洲化學公司
衣復恩在獲得自由後，退役離開軍職。1971年衣復恩任亞洲化學公司董事長，將公司經營的有聲有色。亞洲化學後來成為股票上市公司，成為僅次於3M，全球第二大的膠帶生產集團。

### 立青文教基金會
衣復恩事業成功後，晚年以母親之名，成立了 立青文教基金會 （页面存档备份，存于），在台灣頒發優秀研究生論文獎學金，在兩岸培育學子以及高爾夫球選手。歷屆得獎的知名學者專家與名人繁多包括台南市政府研考會主委蒙志成、行政院教科文處副處長歐陽晟、國立中正大學前教育學院院長胡夢鯨、中央警察大學警政管理學院前院長朱金池、國立暨南國際大學人文學院院長陳佩修、前立法委員徐永明、國立台灣師範大學教育學系前主任譚光鼎、國立台北大學公共行政學系主任呂育誠、國立台灣藝術大學藝術管理研究所所長殷寶寧、國立屏東大學中文系教授柯明傑、前東吳大學社會學系主任張家銘、逢甲大學電子工程學系特聘教授楊文祿、華東師範大學教授熊川武、西北大學長江學者特聘教授曲安京、安徽中醫藥大學教授謝冬梅、中研院生醫所研究員黃聖言、前交通部飛安會執行長官文霖、聯合晚報前主筆馬康莊、協和國際法律事務所合夥人谷湘儀等人。
。

## 荣誉

### 中华民国勋章奖章
- 一等空军复兴荣誉勋章（1948年11月10日批准[14]）

## 家庭
衣復恩夫婦生有子女四人，為衣治凡、衣穎凡、衣艾凡、衣淑凡。衣治凡曾任理成營造董事長。

## 外部連結
- 我的回憶 ／ 線上閱讀與下載 （页面存档备份，存于）衣復恩，2011，財團法人立青文教基金會